# Миезки нимфеум
Миезкият нимфеум (на гръцки: Το Νυμφαίο της Μίεζας) е храм на нимфите в останките от античния град Миеза, Гърция.
Светилището е разкрито в местността Извори (Ισβόρια) на 2 km източно от град Негуш (Науса) и западно от село Копаново (Копанос). Според Плутарх край Миеза в Нимфеума, е имал училище Аристотел и в него три години е учил Александър Македонски:
| „ | После като място, където учител и ученик могат да се трудят и учат, той им определил Храма на нимфите край Миеза, където и до днес на посетителя се показват каменните седалки и сенчестите пътеки на Аристотел... | “ |

В светилището има три естествени пещери и двуетажен портик с йонийски колони с п-образна форма. Във вертикалните стени, в които се виждат гнездата на поддържащите покрива греди, са гърба на стоата, в която Аристотел е преподавал „етическите и политически доктрини“, построена около 350 г. пр. Хр.
В 2012 година нимфеумът е обявен за паметник на културата.